# Spilosoma euryphlebia
Spilosoma euryphlebia is een vlinder uit de familie van de spinneruilen (Erebidae), onderfamilie beervlinders (Arctiinae). De wetenschappelijke naam van de soort is voor het eerst geldig gepubliceerd in 1903 door George Francis Hampson.
Deze nachtvlinder komt voor in tropisch Afrika.